# 密蔵院 (上尾市)
密蔵院（みつぞういん）は、埼玉県上尾市にある真言宗智山派の寺院。

## 歴史
創建年代は不明である。ただ薬師堂に所蔵されている薬師如来像が江戸時代のものであること、上尾市の文化財に指定されている日光菩薩・月光菩薩・十二神将像が、1747年（延享4年）に当院に寄進されたという記録から江戸時代中期には既に存在していたものと推測される。
本尊は虚空蔵菩薩である。上尾市内で唯一の例であるという。

## 文化財
- 日光・月光菩薩立像（上尾市指定文化財 昭和35年1月1日指定）[2]
- 十二神将立像（上尾市指定文化財 昭和35年1月1日指定）[2]

## 交通アクセス
- 路線バス火の見下停留所より徒歩3分。